# Cetate, Dolj
Cetate là một xã thuộc hạt Dolj, România. Dân số thời điểm năm 2002 là 5978 người.